# Інспектор Деррік
Інспектор Деррік (нім. Derrick) — культовий німецький детективний телесеріал з Горстом Таппером та Фріцом Веппером в головних ролях. Транслювався більш ніж в ста країнах світу. Перший показ на батьківщині відбувався з 1974 по 1978 по неділях, а з 1978 по 1998 — по п'ятницях.

## Сюжет
Інспектор відділу вбивств мюнхенської поліції Штефан Деррік та його напарник Гаррі Кляйн розслідують вбивства та інші злочини, що відбулися в місті. Принципово відмовляючись від силових методів розслідування, Деррік все ж впевнено почувається як в обстановці злочинного світу, так і у вищих ешелонах влади.

## У головних ролях
- Горст Таппер — інспектор Штефан Деррік

- Фріц Веппер — Гаррі Кляйн

- Герман Леншау — криміналіст Хардер

- Гюнтер Штолль — Шредер

- Віллі Шефер — Бергер

- Герхард Борман — Ехтердінг

- Клаус Ріхт — Ліпперт